# Marion Raven
Marion Elise Ravn (ur. 25 maja 1984 roku w Lørenskog) – norweska piosenkarka i autorka tekstów. Ma starszego brata i dwie młodsze siostry.

## W M2M
W 1995 roku jej ojciec zaaranżował nagranie demo wraz z przyjaciółką z dzieciństwa, Marit Larsen. Duet podpisał kontrakt z Emi Norway. Dziewczęta utworzyły razem zespół M2M. Rok później wydały swój pierwszy album nominowany do norweskiego Grammy.

## Kariera solowa
W 2005 roku Marion Raven wydała album "Here I Am".
W 2006 roku "Heads will roll".
W 2007 roku zaśpiewała wraz z Maet'em Loaf'em i Tours'em. W tym samym roku ukazała się jej płyta "Set me free".
Na początek 2010 roku została zaplanowana premiera jaj najnowszego krążka "Nevermore"